# Ectotropis
Ectotropis (лат.) — род суккулентных растений семейства Аизовые (Aizoaceae), подсемейства Ruschioideae.

## Название
Научное родовое латинское название Ectotropis происходит от греческих слов ektos — «снаружи» и tropis — «киль, гребень», возможно, из-за радиально расширяющихся килей плодовых коробочек.
В отсутствие русскоязычного названия рода в авторитетных источниках, вероятным вариантом названия на русском языке будет «Эктотропис».

## Таксономия
Ectotropis N.E.Br., первое упоминание в Gard. Chron., ser. 3, 81: 12. (1927).

### Синонимы
- Sanianthos Niederle

### Виды
Согласно данным сайта WFO Plantlist на июнь 2023 года, род состоит из 2 видов:
- Ectotropis alpina N.E.Br.
- Ectotropis seanii-hoganii (Niederle) H.E.K.Hartmann & C.Schröd. — компактный, вечнозеленый полукустарник с розетками мясистых темно-зеленых листьев, имеющих красно-пурпурные оттенки, и белыми цветками[4].

## Распространение
Ectotropis alpina природным образом распространен на территории Капской провинции в окрестностях города Каткарт, в то время как Ectotropis seanii-hoganii произрастает на территории Лесото.